# Liste der Naturdenkmale in Heidweiler
Die Liste der Naturdenkmale in Heidweiler nennt die im Gemeindegebiet von Heidweiler ausgewiesenen Naturdenkmale (Stand 11. März 2024).

## Naturdenkmale
| Nr.         | Bezeichnung               | Lage                                        | Beschreibung  | Bild                                    |
| ----------- | ------------------------- | ------------------------------------------- | ------------- | --------------------------------------- |
| ND-7231-503 | Winterlinde beim Bildchen | südlich des Ortes; Flur Beim Erresborn Lage | Tilia cordata | Direkt Bild zu diesem Denkmal hochladen |